# Ricardo Clark
Ricardo Anthony Clark (ur. 10 lutego 1983 w Atlancie) – amerykański piłkarz grający na pozycji defensywnego pomocnika.

## Kariera klubowa
Clark ukończył St. Pius X Catholic High School w rodzinnej Atlancie, a następnie był zawodnikiem uniwersyteckiej drużyny piłki nożnej na Furman University. Grał tam w latach 2001-2002 i był mianowany do jedenastki sezonu rozgrywek uniwersyteckich. W 2002 roku wywalczył mistrzostwo tych rozgrywek.
W 2003 roku Clark podpisał kontrakt z profesjonalną ligą piłkarską, Major League Soccer. Został wybrany w drafcie przez nowojorską drużynę MetroStars. 12 kwietnia 2003 zadebiutował w lidze w przegranym 0:1 domowym spotkaniu z Columbus Crew. Pierwszego gola w MLS zdobył 28 czerwca 2003 w meczu z Chicago Fire (1:2). W tym samym roku wystąpił z MetroStars w finale U.S. Open Cup, który jego klub przegrał 0:1 z Fire. Na koniec sezonu został nominowany do nagrody MLS Rookie of the Year Award, czyli debiutanta roku, jednak ostatecznie przegrał z Jamajczykiem Damanim Ralphem z Chicago. W sezonie 2004 Clark nadal był podstawowym zawodnikiem MetroStars, jednak nie osiągnął większych sukcesów w lidze. Przez dwa lata rozegrał w MetroStars 54 ligowe mecze, zdobył 4 gole i zaliczył 2 asysty.
W 2005 roku Clark przeszedł do drużyny San Jose Earthquakes i 3 kwietnia 2005 rozegrał dla tego klubu swoje pierwsze spotkanie, zremisowane 2:2 z New England Revolution. W San Jose spędził rok. Rozegrał 30 spotkań, strzelił 3 bramki i dwukrotnie asystował przy golach partnerów klubowych.
W 2006 roku Clark przeniósł się wraz z całą drużyną do Houston, gdy utworzono tam nową drużynę Houston Dynamo. 3 kwietnia 2006 zadebiutował w Houston w wygranym 5:2 meczu z Colorado Rapids. Od początku pobytu w Dynamo był podstawowym zawodnikiem tego klubu. 4 października 2007 został ukarany 9-meczową dyskwalifikacją i grzywną w wysokości 10 tysięcy dolarów za brutalny faul na Carlosie Ruízie z FC Dallas. W 2012 roku wrócił do Houston Dynamo.
| Sezon   | Klub                 | Kraj              | Rozgrywki           | Mecze | Bramki |
| ------- | -------------------- | ----------------- | ------------------- | ----- | ------ |
| 2003    | MetroStars           | Stany Zjednoczone | Major League Soccer | 28    | 3      |
| 2004    | MetroStars           | Stany Zjednoczone | Major League Soccer | 26    | 1      |
| 2005    | San Jose Earthquakes | Stany Zjednoczone | Major League Soccer | 30    | 3      |
| 2006    | Houston Dynamo       | Stany Zjednoczone | Major League Soccer | 31    | 2      |
| 2007    | Houston Dynamo       | Stany Zjednoczone | Major League Soccer | 19    | 2      |
| 2008    | Houston Dynamo       | Stany Zjednoczone | Major League Soccer | 25    | 2      |
| 2009    | Houston Dynamo       | Stany Zjednoczone | Major League Soccer | 22    | 1      |
| 2009/10 | Eintracht Frankfurt  | Niemcy            | Bundesliga          | 3     | 0      |
| 2010/11 | Eintracht Frankfurt  | Niemcy            | Bundesliga          | 11    | 0      |
| 2011/12 | Eintracht Frankfurt  | Niemcy            | 2. Bundesliga       | 1     | 0      |
| 2012    | Stabaek IF           | Norwegia          | Tippeligaen         | 6     | 0      |
| 2012    | Houston Dynamo       | Stany Zjednoczone | Major League Soccer | 11    | 1      |
| 2013    | Houston Dynamo       | Stany Zjednoczone | Major League Soccer |       |        |

## Kariera reprezentacyjna
Clark występował w młodzieżowych reprezentacjach USA. W 2003 roku wystąpił z reprezentacją U-20 na Mistrzostwach Świata U-20 w Zjednoczonych Emiratach Arabskich. W reprezentacji Stanów Zjednoczonych zadebiutował 12 października 2005 roku w wygranym 2:0 meczu eliminacji do Mistrzostw Świata w Niemczech z Kostaryką. 2 lipca 2007 zdobył pierwszego gola w kadrze narodowej w spotkaniu Copa América 2007 z Paragwajem (1:3). W tym samym roku wystąpił także w Złotym Pucharze CONCACAF 2007. W 2009 roku został powołany przez selekcjonera Boba Bradleya do kadry na Puchar Konfederacji. W pierwszym meczu z Włochami (1:3) otrzymał czerwoną kartkę za faul na Gennaro Gattuso.